# Zeffiro (destroyer, 1927)
Pour les articles homonymes, voir Zeffiro (destroyer).
Le Zeffiro (fanion « ZF ») était un destroyer italien de la classe Turbine lancé en 1927 pour la Marine royale italienne (en italien : Regia Marina). 

## Conception et description
Les destroyers de la classe Turbine étaient des versions agrandies et améliorées de la classe Sauro. Afin d'améliorer leur vitesse, ils ont été allongés et dotés de machines de propulsion plus puissantes que les navires précédents. Ils disposaient ainsi de plus d'espace pour le carburant, ce qui augmentait également leur endurance.
Ils avaient une longueur totale de 93,2 mètres, une largeur de 9,2 mètres et un tirant d'eau moyen de 3 mètres. Ils déplaçaient 1 090 tonnes  à charge normale et 1 700 tonnes à pleine charge. Leur effectif était de 12 officiers et 167 sous-officiers et marins.
Les Turbine étaient propulsées par deux turbines à vapeur à engrenage Parsons, chacune entraînant un arbre d'hélice à l'aide de la vapeur fournie par trois chaudières Thornycroft. La puissance nominale des turbines était de 40 000 chevaux (30 000 kW) pour une vitesse de 33 nœuds (61 km/h) en service , bien que les navires aient atteint des vitesses supérieures à 36 nœuds (67 km/h) pendant leurs essais en mer alors qu'ils étaient légèrement chargés. Ils transportaient 274 tonnes de fuel, ce qui leur donnait une autonomie de 3 200 milles nautiques (5 900 km) à une vitesse de 14 nœuds (26 km/h).
Leur batterie principale était composée de quatre canons de 120 millimètres dans deux tourelles jumelées, une à l'avant et une à l'arrière de la superstructure. La défense antiaérienne des navires de la classe Turbine était assurée par une paire de canons AA de 40 millimètres "pom-pom" dans des supports simples au milieu du navire et un support jumelé pour des mitrailleuses Breda Model 1931 de 13,2 millimètres. Ils étaient équipés de six tubes lance-torpilles de 533 millimètres dans deux supports triples au milieu du navire. Les Turbine pouvaient transporter 52 mines.

## Construction et mise en service
Le Zeffiro est construit par le chantier naval Ansaldo à Sestri Ponente en Italie, et mis sur cale le 24 janvier 1925. Il est lancé le 7 juillet 1927 et est achevé et mis en service le 22 décembre 1927. Il est commissionné le même jour dans la Regia Marina.

## Histoire du service
En 1929, le Zeffiro, ainsi que ses navires-jumeaux (sister ships) Espero, Ostro et Borea, forment le Ier escadron de la Ire flottille de la Ire division de torpilleurs, faisant partie de la Ire escadre navale, basée à La Spezia. De 1929 à 1932, le navire participe à des croisières en Méditerranée.
En 1931, le Zeffiro, ainsi que ses navires-jumeaux Nembo, Euro et Espero et le croiseur éclaireur Ancona, ainsi que deux flottilles de destroyers (composées respectivement d'un croiseur éclaireur et de six destroyers et d'un croiseur éclaireur et de quatre destroyers), forment la IIe division de la Ire escadre navale. En 1932, le Zeffiro est accidentellement touché par une torpille défectueuse lancée par son navire-jumeau AquiloneAquilone.
Au début des années 1930, le destroyer subit quelques modifications, telles que le renforcement de l'armement anti-aérien avec le chargement d'une mitrailleuse jumelée de 13.2/76 mm, l'amélioration des aménagements à bord et l'installation d'un poste de tir de type "Galileo-Bergamini", testé avec succès sur les unités jumelles du Ier escadron.
En 1934, l'unité, avec le Espero, le Ostro et le Borea, forme le IVe escadron de destroyers, affectée, avec la VIIIe escadron de destroyers (composée par les quatre autres unités de la classe Turbine), à la IIe division navale (croiseurs lourds Fiume et Gorizia).
Le destroyer participe à la guerre civile d'Espagne, agissant contre la contrebande de fournitures destinées aux troupes républicaines espagnoles.
Au printemps 1939, le Zeffiro participe aux opérations d'occupation de l'Albanie.
À la date de l'entrée de l'Italie dans la Seconde Guerre mondiale, l'unité fait partie du IIe escadron de destroyers basée à Tarente, avec ses navires-jumeaux Espero, Ostro et Borea.
Le soir du 27 juin 1940, à 22h45, le Zeffiro (capitaine de corvette Giovanni Dessy) part de Tarente pour sa première mission de guerre, à savoir le transport vers Benghazi (selon d'autres sources vers Tobrouk, ou Tripoli), avec le Espero (capitaine de vaisseau Enrico Baroni, chef d'escadron) et le Ostro (capitaine de frégate Giuseppe Zarpellon), deux batteries antiaériennes (ou antichars) de la Milice volontaire pour la sécurité nationale (Milizia Volontaria per la Sicurezza Nazionale) pour un total de 10 canons, 120 tonnes de munitions et leurs servants, 162 chemises noires,,,.
Vers midi, le 28 juin, les trois unités du IIe escadron, qui se déplacent en ligne (le Espero en tête, le Zeffiro au milieu et le Ostro à l'arrière), sont repérées à environ 50 milles nautiques (90 km) à l'ouest de Zante par deux hydravions de reconnaissance Short Sunderland. Pour intercepter le convoi, le 7e Escadron de croiseurs de la Royal Navy, formé par le croiseur léger australien HMAS Sydney (D48) et les croiseurs légers britanniques HMS Orion (85), HMS Liverpool (C11), HMS Neptune (20) et HMS Gloucester (62), est envoyé et repère la formation italienne vers 18h (ou 18h30) au sud de Malte et à une centaine de milles nautiques (180 km) au nord de Tobrouk, ainsi qu'à 75 milles nautiques (140 km) à l'ouest/sud-ouest du Cap Matapan,,. À 18h59, les croiseurs britanniques, qui ne sont pas encore repérés par les unités italiennes, ouvrent le feu à une distance comprise entre 16 000 et 18 000 mètres. Dans les premières phases de la bataille, le Zeffiro est touché et l'alimentation des treuils est coupée, et ils sont remplacés par des chemises noires, qui transportent les munitions du dépôt aux pièces, en alternant dans les points les plus dangereux toutes les dix minutes. L'opération est dirigée par le centurion Federico Vespasiani, décoré plus tard de la médaille d'argent de la valeur militaire. La vitesse supérieure qu'auraient dû théoriquement avoir les trois destroyers italiens a été annulée par le poids de la cargaison embarquée. Le capitaine Baroni, le chef d'escadron, décide donc de sacrifier son propre navire, le Espero, pour tenter de retenir les croiseurs britanniques, tout en ordonnant au Ostro et au Zeffiro de se diriger vers Benghazi à vitesse maximale, en se désengageant au sud-ouest tandis que le Espero les couvrirait avec des écrans de fumée. Les deux destroyers ont ainsi échappé à la destruction et sont arrivés au port sains et saufs le lendemain, tandis que le Espero est coulé après un combat inégal,,.
Après avoir atteint Benghazi, le Zeffiro et le Ostro se rendent à Tobrouk, où ils arrivent le 1er juillet, amarrés dans la rade. Les deux destroyers sont censés renforcer les quatre navires-jumeaux du Ier escadron (Euro, Turbine, Nembo, Aquilone) dans les opérations de bombardement des installations militaires britanniques près de Sollum, destinées à affaiblir les défenses britanniques dans cette zone avant l'offensive italienne qui devait avoir lieu prochainement.

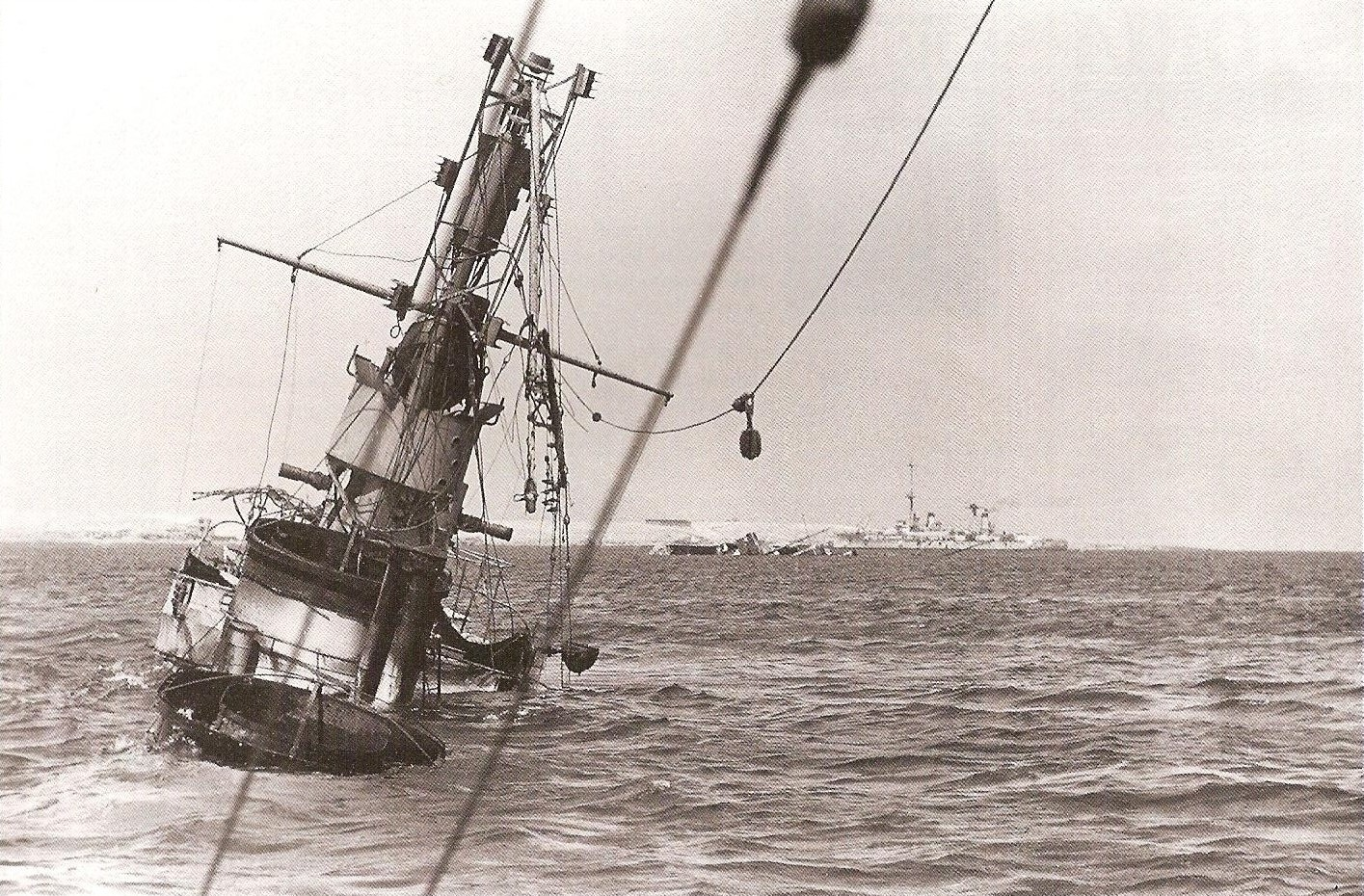
L'épave du destroyer photographiée le matin du 6 juillet 1940. À l'arrière-plan, à droite, sont visibles les épaves affleurantes du vapeur Manzoni et du croiseur cuirassé San Giorgio.

Au matin du 4 juillet, un avion éclaireur Sunderland survole le port de Tobrouk, photographiant les navires à l'amarrage. L'amiral Andrew Browne Cunningham, commandant de la Mediterranean Fleet (Flotte méditerranéenne britannique), ordonne une attaque aérienne à la torpille sur la rade libyenne, avec pour cible prioritaire les destroyers (et secondaire les navires marchands), pour le lendemain.
Le 5 juillet 1940, le Zeffiro est amarré près du milieu du port de Tobrouk, à côté du vapeur Sabbia (qui est temporairement transformé en navire-caserne pour les équipages des destroyers stationnés à Tobrouk, dont le Zeffiro)

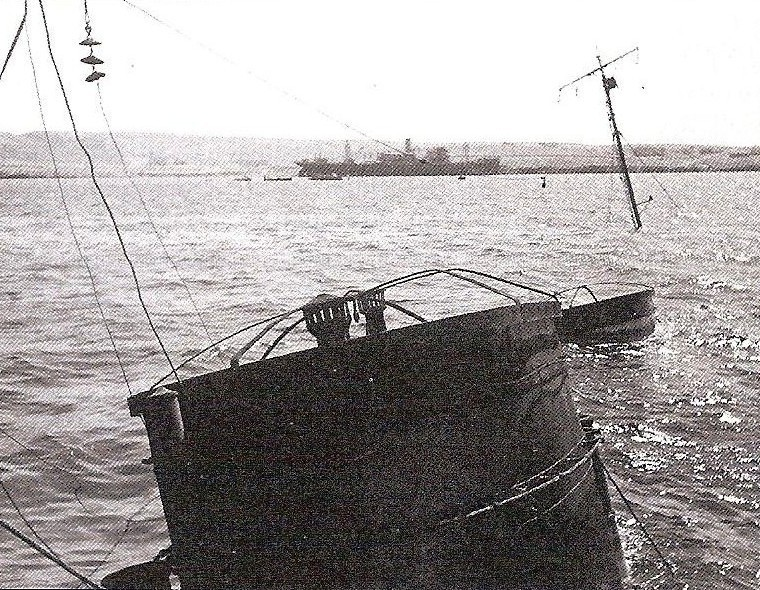
Une autre image de l'épave du Zeffiro, vue vers la poupe.

À 20h06, l'alarme aérienne est déclenchée: la base est attaquée par neuf bombardiers-torpilleurs Fairey Swordfish du 813e escadron (813° Squadron) de la Fleet Air Arm[11]. Le Zeffiro est la cible du premier avion d'attaque, piloté par le chef de la formation, le lieutenant-commandant Nicholas Kennedy. L'avion, amené à une altitude de 30 mètres, passe entre le croiseur cuirassé San Giorgioet les navires marchands amarrés pour s'approcher de la cible, et lâche sa torpille à 20h20 (selon d'autres sources à 20h35,), à une distance de seulement 400 mètres, et à moins de vingt mètres de la surface de la mer. La torpille touche le Zeffiro à la proue, sur le côté tribord, au niveau du dépôt de munitions avant (situé entre le pont et le complexe avant de 120/45 mm), qui déflagre en brisant la quille du navire et en provoquant le détachement de la proue, qui coule immédiatement. Après avoir coulé, le reste du Zeffiro sombre en peu de temps dans des eaux peu profondes, ne laissant que les parties supérieures extrêmes des deux cheminées, les mâts et une petite partie de la superstructure de l'étrave,. Plus tard, le navire est jugé trop endommagé pour être récupérable. Au cours de la même attaque aérienne, le navire à vapeur Manzoni est également coulé, tandis que le destroyer Euro et les navires à vapeur Liguria et Serenitas sont sérieusement endommagés.
Parmi l'équipage du Zeffiro, il y a 21 victimes (10 morts confirmés et 11 disparus) et 20 blessés (14 graves et 6 légers). L'unité a probablement été l'un des premiers navires de guerre (si ce n'est le premier) à être coulé par des bombardiers-torpilleurs.

### Commandants
- Capitaine de corvette (Capitano di corvetta) Giovanni Dessy (né à Oristano le 21 juin 1904) (10 juin - 5 juillet 1940)

## Sources
- (it) Cet article est partiellement ou en totalité issu de l’article de Wikipédia en italien intitulé « Zeffiro (cacciatorpediniere 1928) » (voir la liste des auteurs).